# Laurie Holden
Heather Laurie Holden (Los Angeles, 17 december 1969) is een Canadees-Amerikaans televisie- en filmactrice. Ze speelde in series als The X-Files, The Shield en The Walking Dead en had filmrollen in onder meer The Majestic, Silent Hill, en The Mist.
Hoewel Holden geboren werd in de Verenigde Staten groeide ze zowel op in haar geboorteland als in Canada. Dit omdat haar ouders Glenn Corbett en Adrienne Ellis scheidden toen ze vijf jaar oud was en haar moeder hertrouwde met regisseur Michael Anderson director. Ze heeft beide nationaliteiten.
Holdens vader en moeder verschenen in de jaren 50 en 60 zelf ook allebei in een handvol filmtitels. Haar grootmoeder Gloria Holden heeft als actrice 36 filmrollen achter haar naam.

## Filmografie
- Fireheart (2022)
- Arctic Dogs (2019)
- Dragged Across Concrete (2018)
- Pyewacket (2017)
- Dumb and Dumber To (2014)
- The Mist (2007)
- Silent Hill (2006)
- Fantastic Four (2005)
- Bailey's Billion$ (2005)
- Meet Market (2004)
- The Majestic (2001)
- The Man Who Used to Be Me (2000, televisiefilm)
- Dead Man's Gun (1997, televisiefilm)
- Alibi (1997, televisiefilm)
- Echo (1997, televisiefilm)
- Past Perfect (1996)
- The Pathfinder (1996, televisiefilm)
- Expect No Mercy (1995)
- TekWar: TekLab (1994, televisiefilm)
- Young Catherine (1991, televisiefilm)
- Physical Evidence (1989)
- Separate Vacations (1986)
- The Martian's Chronicles (1980, televisiefilm)

## Televisieseries
*Exclusief eenmalige gastrollen
- The Boys - Crimson Countess (2022, 5 afleveringen)
- The Americans - Renee (2017-2018, twaalf afleveringen)
- Major Crimes - Ann McGinnis (2014-2015, drie afleveringen)
- The Walking Dead - Andrea (2010-2013; 2020, 32 afleveringen)
- The Shield - Agent Olivia Murray (2008-2009, dertien afleveringen)
- The X-Files - Marita Covarrubias (1996-2002, tien afleveringen)
- The Magnificent Seven - Mary Travis (1998-2000, veertien afleveringen)
- The Martian Chronicles - Marie Wilder (1980, drie afleveringen)

- Bibsys: 3004002
- Biblioteca Nacional de España: XX4774010
- Bibliothèque nationale de France: cb141874997 (data)
- CiNii: DA18936213
- International Standard Name Identifier: 0000 0001 1777 4297
- Library of Congress Control Number: no2006128435
- Nationale Bibliotheek van Tsjechië: xx0054338
- Nationale Bibliotheek van Israël: 987007379341405171
- Nederlandse Thesaurus van Auteursnamen: 422922323
- Système universitaire de documentation: 163536090
- Virtual International Authority File: 100989515
- WorldCat: E39PBJcgtBqPPHHQ3BxP7BDpfq